# Saint-Ouën-des-Vallons
Pour les articles homonymes, voir Saint-Ouen.
Saint-Ouën-des-Vallons est une ancienne commune française, située dans le département de la Mayenne en région Pays de la Loire, devenue le 1er janvier 2019 une commune déléguée au sein de la commune nouvelle de Montsûrs.
Elle est peuplée de 198 habitants.

## Géographie

### Localisation
La commune fait partie de la province historique du Maine, et se situe dans le Bas-Maine.

### Géographie physique

#### Géologie
Daniel Œhlert indique pour la description de la géologie sur Saint-Ouën-des-Vallons au début du XXe siècle: Schistes précambriens coupés près de la Roche-Pichemer par de nombreux filons de diabase et bordés au Nord par un massif de granulite (Le Clos, la Lande-Royale).

#### Territoire
Il s'agit d'un territoire qui s'incline des bois qui couvrent le canton Nord (122 m.) vers le Sus, où la rivière des Deux-Évailles coule à 500 m. du bourg, pauvre, petit, situé dans un bas écrit Pierre-François Davelu (104 m.). Une voie romaine de Jublains à Montsûrs traversait le territoire du Nord au Sud. Un paroissien, Guillaume de Boissel, est accusé d'avoir labouré un chemin public, 1247. On mentionne : le Chemin Chaussé, qui passe à la Fleurière ; le chemin d'Ernée au Mans et celui de Montgeroul à Evron, qui se confondent peut-être et passent au bourg, XVe siècle.
La superficie, cadastrée en 1830 par M. Declaye, est 738 hect. Miroménil indique en 1696 que Les deux tiers sont en terre à seigle, orge et avoine, un tiers en bois de haute futaie, taillis et landes, ; 3 métairies, 31 bordages.

## Toponomye

### Attestations anciennes
Les attestations anciennes référencés par Alphonse-Victor Angot sont :
- Sanctus Audoemus de Vallibus, 1249 (Hist. de France, t. XXIII).
- Saint Thoyn des Vaulx, texte de 1274, copie de 1551 (Cartulaire de Deux-Evailles).
- Saint Ouain des Ouayes, 1367 (Archives nationales, P. 1.343, f. 9).
- Sanctus Audoenus de Anseribus, 1443 (Lib. fund., t. I, f. 104).
- Saint Ouain des Vaux, 1464 (Chartrier d'Hauterives et Archives départementales de Maine-et-Loire, E. 2.362).
- Saint Ouen des Oyes près Laval, 1512 (Archives départementales de la Vienne, H/3. 980).
- Saint Ouen des Vaulx, alias des Ouays, 1523 (Registre paroissial).
- Saint Oüen des Oüays (carte cénomane).
- Saint Ouen des Oyes (carte de Jaillot, Carte de Cassini, cadastre, 1830).
- Saint-Ouen-des-Vallons par décret de 1846.

## Histoire

### Antiquité
François-Augustin Gérault signale dans le champ de la Coutardière, dépendant de la métairie des Rochers, sur le bord du chemin du Mans, l'existence des ruines d'un édifice construit en petit appareil, près desquelles on a trouvé des briques, des fragments de vases en terre rouge, des verroteries, le tout déposé au château de la Roche-Pichemer au début du XXe siècle.
Peu de localités possèdent des noms anciens : Monceaux (mixte avec Montourtier), Montflours (mixte avec La Bazouge-des-Alleux), le Breil, la Roche-Pichemer, les Bondis.

### Féodalité
Les paroissiens prennent un congé des Anglais le 9 décembre 1433.
Une foire était organisée à la Saint-Barthélemy (le 24 août), dont le seigneur de la Chapelle-Rainsouin avait la prévôté, 1451. La veille de la fête, le seigneur de la Roche-Pichemer baillait ses mesures à vin aux officiers du seigneur de la Chapelle, qui les passaient aux officiers de Montsûrs et ceux-ci aux taverniers. Les profits se partageaient. D'après la tradition, cette foire, devenue dans la suite un simple marché aux oies, aurait donné son surnom à la paroisse. Elle est supprimée depuis longtemps.
Le fief de Saint-Ouain-des-Oyes possédé de temps immémorial par les seigneurs de la Roche-Pichemer, relevait de la Chapelle-Rainsouin, mais devait être mentionné distinctement dans l'aveu, comme estant tenu du corps de la chastellenie de la Chapelle (1614).

### Révolution française
L'arrêté du département du 8 août 1792 prétendit réunir la paroisse à la Bazouge-des-Alleux et à Deux-Evailles.

### XXIesiècle
Le 1er janvier 2019, Saint-Ouën-des-Vallons intègre avec trois autres communes la commune de Montsûrs créée sous le régime juridique des communes nouvelles instauré par la loi no 2010-1563 du 16 décembre 2010 de réforme des collectivités territoriales. Les communes de Deux-Évailles, Montourtier et Saint-Ouën-des-Vallons deviennent des communes déléguées, celles de Montsûrs (commune déléguée) et Saint-Céneré conservent ce statut et Montsûrs est le chef-lieu de la commune nouvelle.

## Population et société

### Démographie
En 2021, la commune comptait 198 habitants. Depuis 2004, les enquêtes de recensement dans les communes de moins de 10 000 habitants ont lieu tous les cinq ans (en 2005, 2010, 2015, etc. pour Saint-Ouën-des-Vallons) et les chiffres de population municipale légale des autres années sont des estimations.
| 1793 | 1800 | 1806 | 1821 | 1831 | 1836 | 1841 | 1846 | 1851 |
| ---- | ---- | ---- | ---- | ---- | ---- | ---- | ---- | ---- |
| 400  | 305  | 427  | 344  | 435  | 434  | 450  | 445  | 465  |

| 1856 | 1861 | 1866 | 1872 | 1876 | 1881 | 1886 | 1891 | 1896 |
| ---- | ---- | ---- | ---- | ---- | ---- | ---- | ---- | ---- |
| 447  | 451  | 413  | 355  | 371  | 356  | 341  | 339  | 309  |

| 1901 | 1906 | 1911 | 1921 | 1926 | 1931 | 1936 | 1946 | 1954 |
| ---- | ---- | ---- | ---- | ---- | ---- | ---- | ---- | ---- |
| 312  | 285  | 285  | 231  | 247  | 228  | 244  | 224  | 227  |

| 1962 | 1968 | 1975 | 1982 | 1990 | 1999 | 2005 | 2010 | 2015 |
| ---- | ---- | ---- | ---- | ---- | ---- | ---- | ---- | ---- |
| 235  | 220  | 193  | 180  | 166  | 174  | 172  | 200  | 187  |

| 2018 | - | - | - | - | - | - | - | - |
| ---- | - | - | - | - | - | - | - | - |
| 182  | - | - | - | - | - | - | - | - |

## Culture locale et patrimoine

### Lieux et monuments
- Château de la Roche-Pichemer (peintures de la salle à manger), dominant un pittoresque ravin au fond duquel coule la rivière des Deux-Évailles.
- Ruines de l'ancienne église Saint-Ouën romane.
- L'église paroissiale Saint-Ouën.

### Galerie

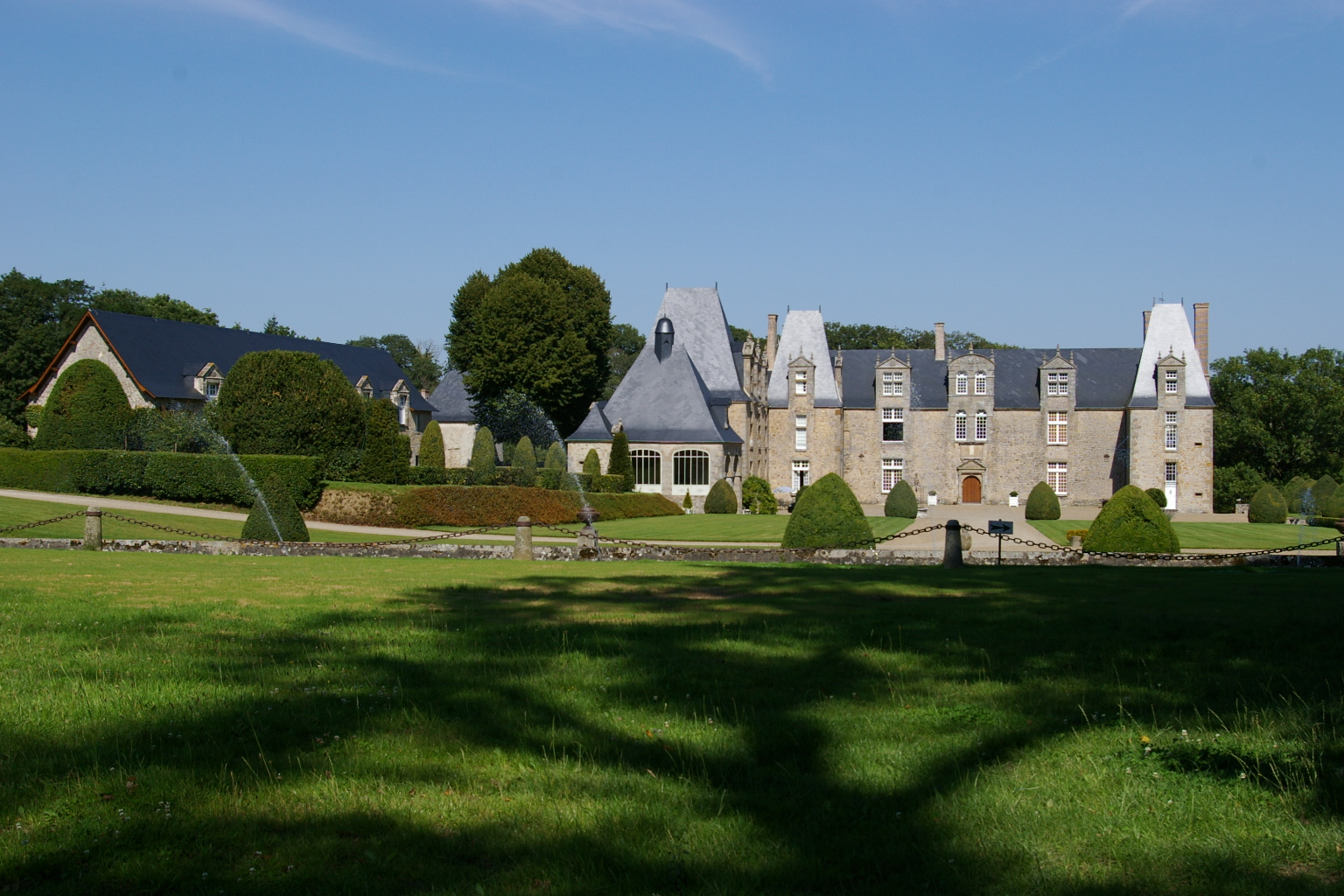
Le château de la Roche-Pichemer.
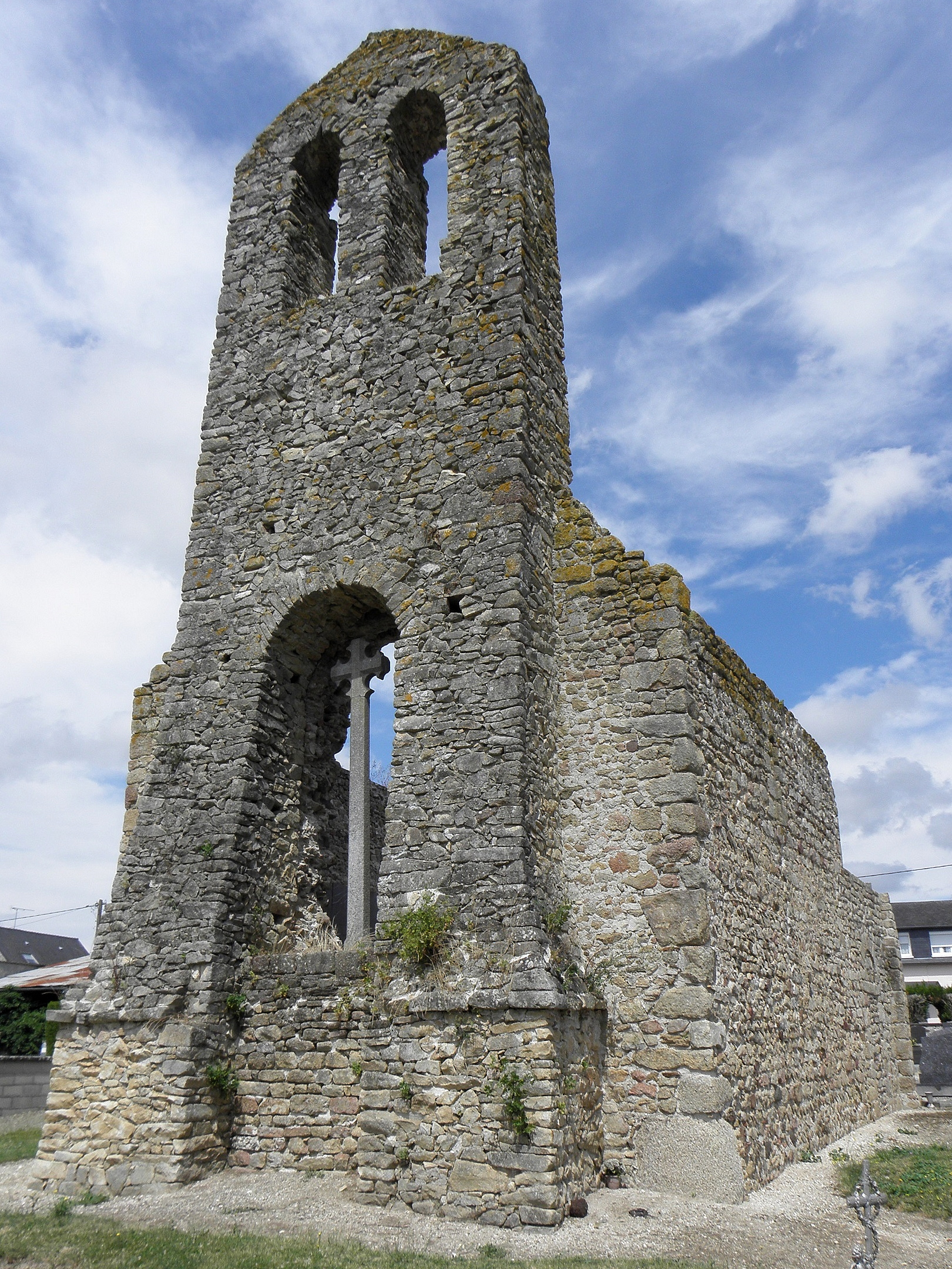
L'ancienne église.
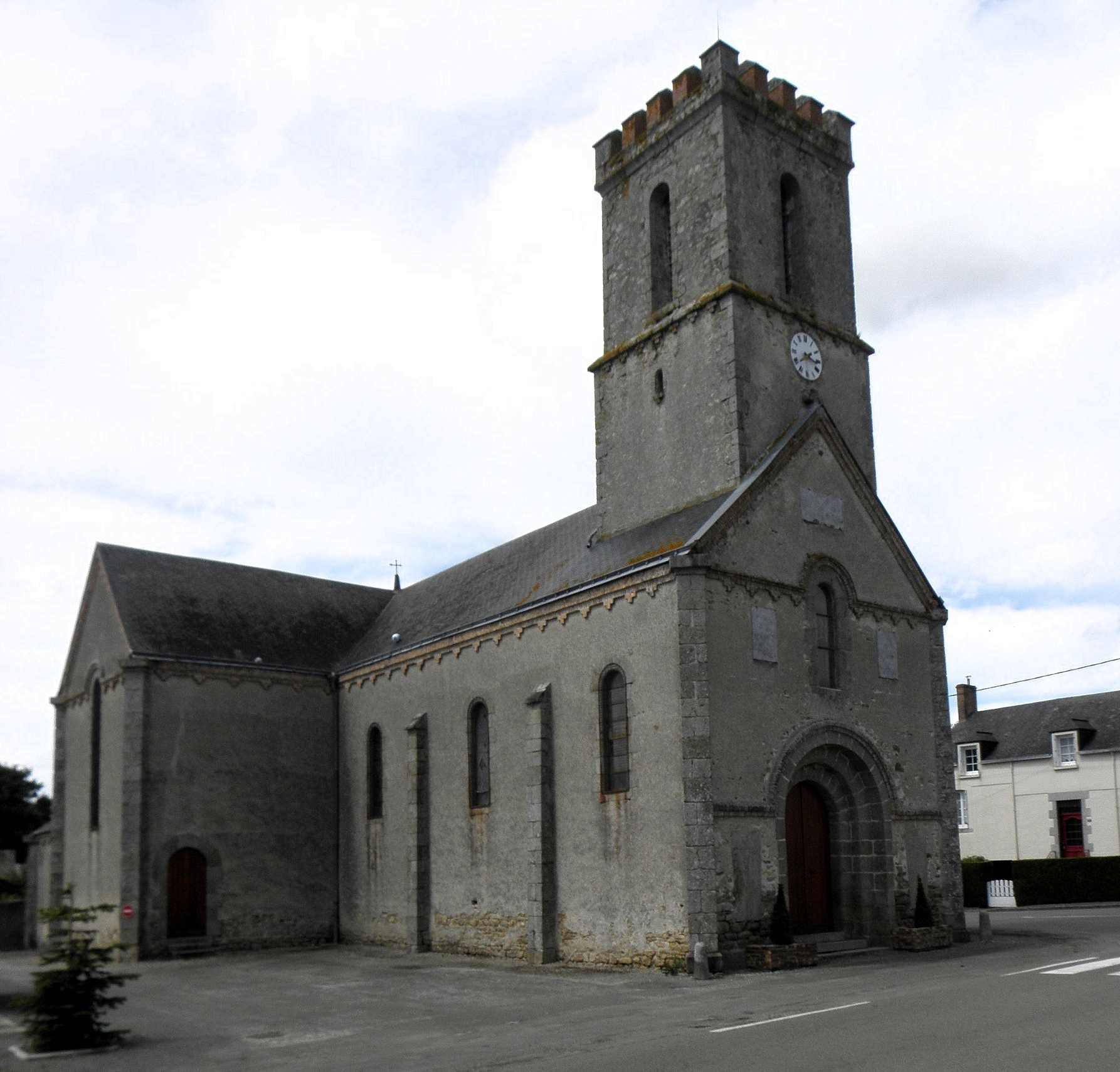
La nouvelle église paroissiale Saint-Ouen.

### Personnalités liées à la commune
- Charles Maucourt de Bourjolly (1645 au château de la Roche-Pichemer à Saint-Ouën-des-Vallons - 1721), historien.
- Jean-François de Hercé (1776-1849), maire de Saint-Ouën-des-Vallons puis de Laval, puis évêque de Nantes.
- Guillaume-François d'Ozouville (1794-1859), maire de Saint-Ouën-des-Vallons et historien.

## Sources
- Registre paroissial depuis 1523
- François-Augustin Gérault, Notice sur Evron, 212, 227, 289.
- Archives de Maine-et-Loire, C. 1.329.
- Archives nationales, Q/3. 78.
- Chartrier de la Chapelle-Rainsouin.
- Bulletin de l'Industrie de la Mayenne, t. I et IV.
- « Saint-Ouën-des-Vallons », dans Alphonse-Victor Angot et Ferdinand Gaugain, Dictionnaire historique, topographique et biographique de la Mayenne, Laval, A. Goupil, 1900-1910 [détail des éditions] (BNF 34106789, présentation en ligne)